# Acacidiplosis imbricata
Acacidiplosis imbricata är en tvåvingeart som beskrevs av Gagne 1993. Acacidiplosis imbricata ingår i släktet Acacidiplosis och familjen gallmyggor.
Artens utbredningsområde är Kenya. Inga underarter finns listade i Catalogue of Life.